# 马尔克斯·维尼修斯·阿马拉尔·阿尔维斯
马科斯·维尼修斯·阿马拉尔·阿尔维斯（Marcos Vinicius Amaral Alves，1994年6月17日—），簡稱马尔康（Marcão），是巴西职业足球运动员，司职前锋，目前效力于韓國K聯賽1球隊蔚山HD。

## 俱乐部生涯

### 早年
他生于圣保罗州的铁特，12岁時加入聖保羅足球會青年队。然而當時馬爾康对足球不感兴趣，六个月后转而投身篮球。17岁时，他又重新开始踢球並且加盟伊圖諾足球會。 